# Saivo (Jukkasjärvi socken, Lappland, 754545-171172)
Saivo är en sjö i Kiruna kommun i Lappland och ingår i Torneälvens huvudavrinningsområde.